# 伊藤学
伊藤 学（いとう いたる）は、東京都調布市出身の撮影技師、照明技師。日本映画撮影監督協会技術委員会に所属。

## 経歴
大学在学中、井土紀州、吉岡文平、高橋和博らと出会い、自主映画製作に参加。同時に商業作品にもスタッフとして関わり、多くの現場を経験する。井土らが結成したスピリチュアル・ムービーズに参加、中核メンバーとして活動する。

劇映画「百年の絶唱」照明、短編劇映画「モリムラ」撮影、短編劇映画「ダム・ガール」撮影・照明、ドキュメンタリー映画「LEFT ALON １部、２部」撮影・照明・スチール、TVドラマ「これから・・・」撮影などの後、2006年に日本映画撮影監督協会（JSC)のメンバーとなる。

井土紀州をはじめ、担当した映画作品のほとんどが新人監督のデビュー作となるなど、若い才能を技術面から支える活動を行う他、劇映画「月の下まで」とインディペンデント映画についてのコラムを、雑誌「映画撮影」190号で発表している。

その他の発言については、雑誌「ラザロ-RAZARUS-」の紙面において、木村文洋、高橋和博との対談が見られるが、90年代初頭からのインディペンデント映画を取り巻く環境の一端が垣間見える。

## 主な映画作品
- 百年の絶唱（監督：井土紀州）　【照明】（1998年ユーロスペース他、公開）

（第10回東京国際映画祭シネマプリズム部門出品）
- ベンダースの友人（監督：井土紀州）【照明】（2000年アップリンク他、公開）

（TAMA CINEMA FORUM INDIES in TAMA.Vol,13出品）
- LEFT ALONE１部，２部（監督：井土紀州）　【撮影・照明・スチール】（2005年ユーロスペース公開）
- ラザロ-LAZARUS-（監督：井土紀州）　【照明・追加撮影】（2007年ポレポレ東中野他、公開）

（第38回ロッテルダム国際映画祭出品）
- 行旅死亡人（監督：井土紀州）　【撮影・照明】（2009年シネマート新宿他、公開）

（第33回モントリオール世界映画祭出品）
- アウト・フォーカス（監督：野崎芳史）【撮影監督】（2012年TOLLYWOOD公開）

（笹塚映像フェスティバル2012コンペ部門出品)
- 月の下まで（監督：奥村盛人）【撮影】（2013年）

（第9回SKIPシティ国際Dシネマ映画祭コンペ部門出品、TCF第13回TAMA NEW WAVEベスト男優賞）

## 主なテレビ作品
- これから…（三重テレビ）【TVドラマ：撮影】（2005年）
- 国境の海を守る男たち（NNNドキュメント）【TVドキュメンタリー：撮影】（2007年）
- スミレ16歳!!（BSフジ）【連続TVドラマ：（瀬川龍、山田達也と共同）撮影】（2008年）

## 短編映画作品
- モリムラ（監督：村山圭吾）　【撮影】（2004年ユーロスペース公開、スカイパーフェクトTV放映）

（第9回みちのく国際ミステリー映画祭角川オフシアター・コンペティション部門最優秀賞）
- あわぶくたった（監督：渋田美由紀）【照明】（2004年ユーロスペース公開）
- ダム・ガール（監督：児玉和人）【撮影・照明】（2006年）

（PFFアワード2006入選）
- 閉鎖スタジオ スピンオフ LOST SONG（監督：遅塚勝一）［大脱出！脱出ゲーム THE MOVIEの一篇］　【撮影・照明】（2009年アップリンクＸ公開）
- GOT Mail? スピンオフ（無題）（監督：）［大脱出！脱出ゲーム THE MOVIEの一篇］　【撮影・照明】（2009年アップリンクＸ公開）
- だれもいない部屋シリーズ スピンオフ ネオ・モラトリウム（監督：尾畑信輔）大脱出！脱出ゲーム THE MOVIEの一篇］　【撮影・照明】（2009年アップリンクＸ公開）

## その他作品等
- 幽閉者テロリスト（監督：足立正生）【製作進行・車両・出演】（2007年ユーロスペース他、公開）
- すみれ人形（監督：金子雅和）【出演】（2007年アップリンクＸ他、公開）
- へばの（監督：木村文洋）【機材協力】（2008年ポレポレ東中野他、公開）
- 犀の角（監督：井土紀州）【スチール】（2009年ユーロスペース他、公開）